# Chérencé-le-Roussel
Chérencé-le-Roussel ist eine Ortschaft und eine ehemalige französische Gemeinde mit 274 Einwohnern (Stand: 1. Januar 2022) im Département Manche in der Region Normandie (vor 2016: Basse-Normandie). Sie gehörte zum Arrondissement Avranches und zum Kanton Isigny-le-Buat. Die Einwohner werden Chérencéens genannt.
Mit Wirkung vom 1. Januar 2017 wurden die früheren Gemeinden Juvigny-le-Tertre, La Bazoge, Bellefontaine, Chasseguey, Chérencé-le-Roussel, Le Mesnil-Rainfray und Le Mesnil-Tôve zu einer Commune nouvelle mit dem Namen Juvigny les Vallées fusioniert und haben in der neuen Gemeinde den Status einer Commune déléguée. Der Verwaltungssitz befindet sich im Ort Juvigny-le-Tertre.

## Geografie
Chérencé-le-Roussel liegt etwa 25 Kilometer ostsüdöstlich von Avranches auf der Halbinsel Cotentin.

## Bevölkerungsentwicklung
| Jahr                       | 1962 | 1968 | 1975 | 1982 | 1990 | 1999 | 2006 | 2013 |
| Einwohner                  | 535  | 521  | 443  | 350  | 350  | 329  | 340  | 305  |
| Quellen: Cassini und INSEE |      |      |      |      |      |      |      |      |

## Sehenswürdigkeiten

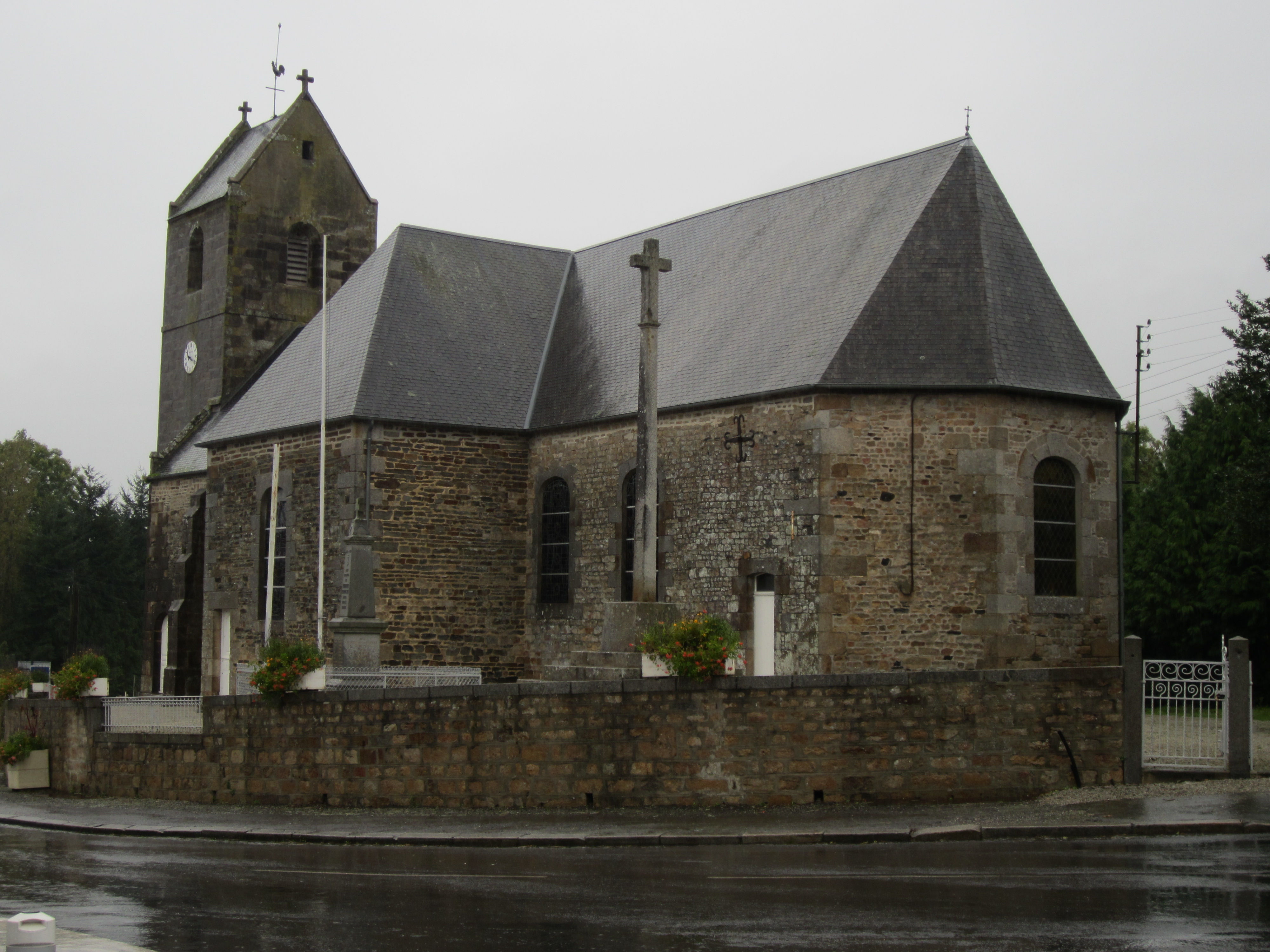
Kirche Notre-Dame-de-l’Assomption

- Kirche Notre-Dame-de-l’Assomption